# Siu Sai Wansportveld
Het Siu Sai Wansportveld is een multifunctioneel stadion in Siu Sai Wan, een woonwijk in Hongkong. Het werd geopend in 1996. Het stadion wordt vooral gebruikt voor voetbalwedstrijden, de voetbalclubs Metro Gallery FC, Citizen AA en R&F Soccer Limited maken gebruik van dit stadion. Er zijn ook faciliteiten om atletiekwedstrijden te organiseren. In het stadion is plaats voor 11.981 toeschouwers.